# Ожогин, Андрей Гаврилович
Ожогин Андрей Гаврилович (Москва, 1746 — 1814, под Москвой) — русский актёр, артист оперы и драмы, тенор.

## Биография
Андрей Ожогин с 12 лет учился рисованию и французскому языку в разночинской гимназии при Московском университете в классе художеств.
В 1766 году вступил в труппу Российского театра Н. С. Титова вместе с Е. И. Залышкиным и И. Калиграфом. 13 марта 1766 года московский главнокомандующий граф Салтыков докладывал, что лучшие силы труппы составляли «здешнего университета рисовальный подмастерье, два студента и ученик». Это были: студенты Иван Иванов (Калиграф), Иван Миняков, подмастерье Андрей Ожогин и ученик Егор Залышкин. Антрепренёр просил оставить их в труппе, а следовательно, отчислить из университета (см.: История русского драматического театра. Т.1. М., 1977. С.197). Но Титов через три года, 1 марта 1769 года, отказался от театра. После некоторых приключений, когда труппу возглавили итальянские антрепренёры, умершие во время московской чумы 1771 года, театральное дело продолжил князь Урусов, взявший в товарищество английского математика Михаила Георгиевича Медокса. Они активно взялись за дело, театральные постановки проходили на сцене Головинского дворца, потом в театре дома Воронцова на Знаменке — до 1880, когда помещение театра сгорело и князь Урусов, отчаявшись, вышел из антрепризы, оставив полновластным хозяином Майкла Медокса, а тот построил Петровский театр, куда и перешла вся тогда ещё немногочисленная труппа. Первоначально труппа Медокса в Петровском театре была невелика и состояла из 13 актёров, 9 актрис, 4 танцовщиц, 3 танцоров с балетмейстером и 13 музыкантов (Пыляев М. И. Старая Москва. СПб., 1891. С.126).Среди них был и Андрей Гаврилович Ожогин вместе со своей женой, тоже актрисой. На сцене Петровского театра Ожогин выступал до 1803 года — в операх, драмах, комедиях, в том числе и в женских ролях. После чего оставил сцену.
Был первым исполнителем многих оперных партий и драматических и комических ролей: Фаддей, первый исполинтель (опера «Мельник — колдун, обманщик и сват» Аблесимова и Соколовского, 1779), Абдалла, первый исполнитель (опера «Калиф на час» Горчакова, 1786); Старолет, первый исполнитель (опера «Счастливая Тоня» Горчакова с музыкой М. Стабингера, 1786); Скрягин (опера «Скупой» В. А. Пашкевича), Фаддей («Сбитинщик» Я. Б. Княжнина), Федул (опера «Федул с детьми» на либретто императрицы Екатерины II композиторов В. А. Пашкевича и В. Мартин-и-Солера); Мартин («Двое скупых» А. Гретри), Мартын («Бочар»); Тарабар (опера «Днепровская русалка» Ф. Кауэра в редакции К. Кавоса и С. Давыдова); Лесник Симеон («Розана и Любим» Керцелли по либретто Николая Николева), Сквалыгин («Санктпетербургский гостиный двор» Матинского), Угольщик («Прекрасная Арсена» Монсиньи); Грифаньо («Венецианская ярмарка» Сальери), Еремеевна в «Недоросле» Фонвизина, сваха в «Обращенном мизантропе, или Лебедянской ярмарке» (Копьева), баба-яга в опере «Баба-яга» кн. Горчакова с музыкой М. Стабингера, играл в пьесах: «Крестьянин-маркиз, или Колбасники» композитора Паизиелло. «Несчастие от кареты» Я. Б. Княжнина с музыкой В. А. Пашкевича, «Севильский цирюльник» и др.

Автор О. В. Бубнова в работе «От Локателли к Меддоексу…» Архивная копия от 15 августа 2009 на Wayback Machine отмечает: 
 А.Ожогин — любимец московской публики. Высокую оценку дал ему драматург Н. П. Николев в предисловии к комической опере «Розана и Любим»: «Прекрасная игра г. Ожогина произвела во мне желание прибавить игры и сделать некоторые перемены во многих явлениях…» (Московский театр в XVIII ст. // Ежегодник Императорских театров. 1915. С.15). Большим успехом пользовался Ожогин в роли Еремеевны в «Недоросле». С именами Ожогина, а позже Сандунова связана история эволюции комедийных образов на сцене.

В журнале «Ежегодник Императорских театров» (1915. — Вып. 1. — С. 12-20) помещен отрывок из книги германского историографа Иоганна Рихтера «Москва»: статья «Московские театры XVIII столетия» Архивная копия от 16 марта 2018 на Wayback Machine (Перевод и предисл. В. Пасхалова): 
Ожогин очень хороший комик, особенно силен в комических ролях национальнаго характера, тем более что он еще и певец. Лучшия его роли — мельник в «Мельнике» и старый опекун в «Сбитенщике».
Обе пьесы — русския национальныя оперетки. Главная роль в первой — мельник, от котораго она получила своё название. Мельник этот, кроме своего настоящего ремесла, занимается еще посредничеством и гаданием. Опекун в «Сбитенщике» — старый скупой купец, который хочет жениться на своей богатой молодой воспитаннице, но из когтей котораго её вырывает бедный молодой офицер. Тип такого «опекуна» встречается в драматической литературе и других народов, но в России ему придано столько национальных черт, что, до известной степени, он становится новым. Ожогин играет «Опекуна» превосходно.//Орфография сохранена
ББЭ отмечает:
 Обладал голосом глуховатого тембра, комедийным дарованием, талантом импровизации. Исп. преимущественно острохарактерные (иногда даже женские) роли, вносил в игру яркие бытовые черты. Являясь продолжателем демократических традиций рус. нар. т-ра, подготовил почву для развития отечественного реалистического муз. т-ра. По словам современника, арт. «сооружал нам оригинальный комизм русский и тем творил охотников-зрителей родного нам театра в толпах народных». О. — предшественник В. Живокини и М. Щепкина на рус. сцене — пользовался успехом гл. обр. у демократической публики.
Музыкальная энциклопедия:
Обладал незаурядным комедийным даром, широко использовал буффонаду, импровизацию. … Наряду с др. артистами 18 в. О. подготовил почву для развития рус. реалистич. муз. т-ра 
Партнеры: Н. В. Волков, П. В. Злов, Н. Соколовская (жена композитора М. М. Соколовского), Я. Шушерин, И. Калиграф, Н. Калиграф, И. Лапин, Е. Залышкин, Е. Сандунова.